# Impatiens uniflora
Impatiens uniflora är en balsaminväxtart som beskrevs av Bunzo Hayata. Impatiens uniflora ingår i släktet balsaminer, och familjen balsaminväxter. Inga underarter finns listade i Catalogue of Life.